# 碘化亚金
碘化亚金是一种无机化合物，化学式为AuI。它可由金和碘在封闭管中以120°C的温度加热四个月制得，与热水接触迅速分解。但是与它相关的配合物更为稳定。